# Стражи кедров
Стражи кедров (араб. حراس الأرز‎, DIN: Ḥurrās al-Arz) — ливанское ультранационалистическое правохристианское движение. Сформировано Этьеном Сакером (известным также как «Абу Арз» или «Отец кедров») в начале 1970-х. Организация участвовала в ливанской гражданской войне под лозунгом «Ливан, мы служим тебе».

## Создание
«Стражи кедров» начали формироваться как националистическое правохристианское ополчение в годы, предшествовавшие гражданской войне в Ливане и приступила к военным операциям в апреле 1975 года.
В сентябре 1975 года стражи выпустили свой первый пресс-релиз, в котором подвергли критике сторонников раздела Ливана. Во втором пресс-релизе содержались острые нападки на палестинцев. В третьем была сформулирована позиция партии по вопросу ливанской идентичности: Ливан должен отмежеваться от арабского сообщества. Партия распространяла свои сообщения с помощью граффити в Восточном Бейруте, в том числе антисирийские и антипалестинские лозунги, иногда с призывами насилия против палестинцев, как в призыве «Убивать палестинцев — это обязанность каждого ливанца» (араб. على كل لبناني ان يقتل فلسطينيا‎).
Стражи кедров вместе с другими прогосударственными структурами, в основном христианскими ливанскими паравоенными отрядами, присоединились в 1976 году к Ливанскому фронту.

### 1970-е
В октябре 1975 - марте 1976 они участвовали в бейрутской Битве отелей с насеристами, палестинцами и коммунистами. Бойцы СК также были отправлены в Заарур, на горной дороге в Захлу для поддержки сил фалангистов. В апреле «стражники» создали оборонительный рубеж в области Хадета, Кфар Шимы и Бсабы (к югу от Бейрута) против палестинцев, ССНП и ПСП.
Летом 1976 года Стражи приняли участие в осаде и штурме христианскими милициями Тель-Заатара — последний оставшийся лагерь палестинских беженцев в Восточном Бейруте, превращенного в укрепленную военную базу. Лагерь пал после 52-дневной осады. Действия стражей и их союзников получили широкую огласку в свете резни многих мирных жителей лагеря. Стражники и союзные христианские ополчения затем вторглись в район Куры на севере Ливана и достигли Триполи, чтобы поддержать местных христиан оказавшихся в ловушке. В 1978 году участвовали в Стодневной войне против сирийских войск в Бейруте, а затем в 1981 году приняли участие в битве за Захле.
Во время войны Стражи заработали репутацию жестоких бойцов своими расправами над пленными. Ополченцы обычно связывали руки пленным палестинским боевикам, затем их волокли по земле до автомагистрали в Джунии и сбрасывали в высохшее русло реки. Приказывая своим последователям истреблять всех палестинцев, Этьен Сакер однажды сказал: 

Если вы чувствуете сострадание к палестинским женщинам и детям, помните, что они являются коммунистами и будут порождать новых коммунистов— 
.

### 1980-е
В 1985 году после ожесточённых боев, стражи под командованием Жозефа Карама отбросили от селения Кфар-Фаллус отряды палестинских, шиитских и друзских боевиков, пытавшихся захватить христианский город Джеззин, защитив тысячи христиан Южного Ливана от резни. Карам впоследствии стал одним из командиров Армии Южного Ливана и погиб в апреле 1999 года, подорвавшись на фугасе.
К концу 1980-х годов и вплоть до 2000 года, большая часть боевых действий в Ливане происходила на юге внутри оккупированной Израилем зоны, при участии Армии Южного Ливана под командованием Саада Хаддада, а затем Антуана Лахада. Последний имел связи с Национал-либеральной партией. Стражи и другие ополченцы были включены в состав южноливанской армии, сохранив большую часть своей идеологии при принятии новой военной тактики.

## Военная структура и организация
Военизированные подразделения Ливанской Партии Обновления (ЛПО) стали не спеша формироваться Сакером с 1974 года, хотя это стало известно лишь с сентября 1975 года, когда они оповестили общественность о своём существовании в официальном пресс-релизе. Штаб-квартира и офисы ЛПО находились в бейрутском районе Ашрафия под личным управлением Сакера. СК первоначально насчитывали 500—1000 человек прошедших подготовку по руководством Кайруза Баракета (впоследствии ставшего командующим пехотными подразделениями Ливанских Сил и погибшего в сентябре 1983 года в области Шуф) и молодых офицеров ливанской армии. Группировка была оснащена устаревшим оружием приобретённым на чёрном рынке. Распад ливанской армии в январе 1976 года позволил набирать дезертиров и захватить часть тяжёлого вооружения, в том числе вооружение Сил Внутренней Безопасности (англ. Internal Security Forces, ISF; фр. Forces de sécurité intérieure, FSI) и полиции Ливана. Они имели бронетехнику состоящую из одного среднего танка M50-Супершерман, нескольких бронемашин M42 (САУ) и Chaimite V200, при поддержке грузовиков (Land Rover, Toyota Land Cruiser, GMC, лёгкие пикапы Ford, а также американские 2½-тонные грузовики M35) оснащённых крупнокалиберными пулемётами, безоткатными орудиями и несколькими зенитными комплексами .
Кроме того, что партия Катаиб и милиционеры Танзим снабжали и помогали обучать солдат, Стражи кедров утверждали, что получали прямую помощь из Израиля в начале 1974 года. В силу своих антисирийских убеждений и лозунгов стражи стали единственной фракцией Ливанского фронта, которая никогда не получала военную помощь Сирии.
Резкий контраст с другими христианскими группировками состоял в том, что ЛПО/СК отвергали любые незаконные виды деятельности, такие как наркоторговля, вымогательство, грабёж и их лидер Этьен Сакер никогда не стремился к созданию автономной личной вотчины на подвластных территориях «Стражи кедров» воевали там, где были нужны: защищали маронитские кварталы Восточного Бейрута; в районах Матн, Кесерван и Батрун; и регионе Джабаль Амиль (араб. جبل عامل‎; jabal ʿāmil) Южного Ливана. В мае 1979 они даже столкнулись в Бейруте с ополчением «Тигры» Национал-либеральной партии за контроль над районами Ферн-эль-Шебак и Айн эль-Рамани и городом Акура в Матне.

## Политическая позиция
Стражи придерживались нескольких основных положений:
- Ливанцы — это древний народ с уникальными этническими особенностями.
- Современные ливанцы — потомки финикийцев.
- Финикия была колыбелью ранней Западной цивилизации[9].

Поэтому стражи утверждали, что ливанцы — не арабы и отрицательно воспринимали панарабизм. Политическим следствием этой позиции стало выступление за деарабизацию Ливана. С целью формирования отдельной ливанской этнокультурной идентичности, созданной ливанским поэтом и филологом Саидом Аклом, они проводили разграничение между арабами и ливанцами. Считается, что это является основной причиной почему они не растут как партия за пределами маронитской общины.
Сакер воевал против панарабских сил ещё в период Ливанского кризиса 1958 года. За это время Камиль Шамун попытался ввести Ливан в Багдадский пакт во главе с США, но столкнулся с жёстким сопротивлением части ливанского народа, воспринимавшим Пакт как антиарабски настроенный блок и требовавшим расширения связей с арабским миром, и это впоследствии сыграло роль в провале его политики.
После значительного палестинского участия в ливанской гражданской войне, Стражи стали расширять связи с израильскими военными, получая оружие и поддержку. Некоторые последователи утверждают, что это была совместная работа по необходимости, а не идеологические соглашения с израильтянами. Другие утверждали, что сотрудничество с Израилем было основано на убеждении общности интересов между двумя странами. Аналогичные группы христианских боевиков, таких как фалангисты, Ахрар и «Тигры», тоже полутайно сотрудничали с Израилем. Это взаимодействие позже подчёркивал Сакер, который сказал:

Сила Ливана находится в силе Израиля и слабость Ливана заключается в слабости Израиля.
Союз с Израилем сыграл важную роль в запрете партии и изгнания её членов, которые в основном бежали в Израиль. Сакер, который сейчас живёт на Кипре, признал факт финансирования группировки Израилем на протяжении всего своего существования, причём ещё до начала войны. В настоящее время Ливанское правительство считает Сакера предателем наряду с покойным Антуаном Лахадом, жившим в Тель-Авиве под защитой израильских спецслужб[уточнить].

## Фронт Стражей кедров
Фронт стражей кедров — ФСК (Al-Jabhat li-Hurras el-Arz), иногда известный под своей арабской аббревиатурой JIHA, был преимущественно христианским правым движением появившемся в 1974 году. Видимо Фронт являлся осколком Стражей кедров, поскольку они исповедовали схожие взгляды, выраженные незадолго до войны в борьбе с палестинскими граффити[уточнить], подписываясь JIHA на стенах зданий Восточного Бейрута[уточнить]. Очень мало известно об этой маленькой и неясной организации. По некоторым оценкам, Фронт насчитывал около 100 членов, JIHA работали в основном в восточном секторе ливанской столицы в течение 1975—77 гг. во время гражданской войны в Ливане, но позже никакой информации о них не прослеживается. Предполагается, что в 1977 году они повторно вошли в Стражи кедров или в другие организации.

## Ливанская Партия Обновления
Ливанская партия обновления (ЛПО) (Hezb al-Tajaddud al-Lubnaniyya, фр. Parti de la Rénovation Libanaise) является запрещённой политической партией в Ливане. Она была сформирована в 1972 году как политическое крыло военизированных сил известных как «Стражи кедров». Партия часто характеризуется как правоэкстремистская. Во главе партии по-прежнему её основатель Этьен Сакер.

### История
ЛПО была сформирована из противников палестинских беженцев в Ливане, потому что они были основным контингентом вербовки боевиков Организации освобождения Палестины, особенно после Чёрного сентября 1970 года в Иордании. Это создавало серьёзную напряжённость в Ливане, и, как многие полагают стало определяющим фактором, приведшим в 1975 году к началу гражданской войны.
Во время гражданской войны численность партии и её ополчения была небольшой, их активной частью было маронитское руководство альянса борьбы с палестинцами, представленных противостоящим им Отвергающим фронтом и ООП, а также её союзниками из Ливанского Национального Движения Камаля Джумблата. В ранний период борьбы партия была замешана в резне в Карантине и Тель аль-Заатаре. В 1977 году главные христианские силы (ЛПО, Национальная Либеральная Партия и Катаиб) образуют коалицию «Ливанский Фронт». Их боевики стали выступать под именем Ливанских сил, вскоре попавших под командование Башира Жмайеля и фалангистов. ЛРП и Стражи кедров были направлены для борьбы непосредственно с сирийской оккупацией Ливана.
После Ливанской войны 1982 года партия сотрудничала с Армией Обороны Израиля, а её ополчение присоединилось к Армии Южного Ливана. После ухода Израиля из Ливана в 2000 году, большая часть её руководства бежало в Израиль. Партия была запрещена сирийским оккупационным правительством и она решила отказаться от вооружённых методов борьбы, чтобы стать традиционной политической партией. Тем не менее, организация остаётся под запретом и играет незначительную роль в жизни страны. Партия пережила возрождение во время Революции кедров в 2005 году, которая вынудила Сирию покинуть Ливан и привела к долгожданным политическим реформам.
По словам израильского военного наблюдателя Хаима Арева, солдаты Стражей кедров были одними из самых лучших и опытных бойцов среди ополченцев Ливанскиого Фронта. Он обрисовал прямую связь между патриотической идеологией Стражей и превосходством боевого потенциала их бойцов. Он утверждает, что несмотря на мелкий формат стражников, бывших одной из мелких организаций в ливанской Гражданской войне, эти идеалисты были солдатами лучшего калибра. Позднее боевики Стражей имели репутацию исключительно мотивированных и среди самых лучших бойцов в рядах АЮЛ.

### Идеологическая позиция
Ливанская Партия Обновления стоит на этноцентрических позициях и считает, что Ливан не является арабской страной. Они прилагали все усилия для создания условий обособления ливанцев от арабского культурного поля и пошли так далеко, что попытались создать новый алфавит на латинской графике для ливанского арабского языка, утверждая, что это отдельный язык, а не диалект арабского языка. Соответственно, партия была решительно против панарабизма, за который выступали многие из ЛНД и левых палестинских движений. Одной из главных тем риторики партии было избавление Ливана от палестинцев. Партия утверждала, что «долг каждого ливанца убить хотя бы одного палестинца», сравнивая их с микробами, змеями и раком в теле нации. Партия по-прежнему настаивает на том, что все палестинцы и сирийцы должны покинуть Ливан. Другой заметный элемент политики партии состоял в том, что она выступала за сотрудничество с Израилем. Из всех организаций сотрудничавших с Израилем в те годы, ЛПО была единственной организацией открыто и идеологически приверженной к этому, считая в отношении ливано-израильской оси, что это лучшая защита от арабизма и палестинцев.

## Отношение к палестинцам и ливанским мусульманами
Стражи кедров стояли на жёстких антипалестинских позициях и были за насильственное удаление всех палестинцев и всех неливанцев (например, сирийцев) из Ливана, как гражданских лиц, так и вооружённых бойцов. Критики называли это призывами к этническим чисткам и геноциду. Сакер подвёл итоги в отношении палестинцам в интервью Иерусалим Пост, 23 июля 1982 года:

Мы имеем дело с палестинцами. Десять лет назад, их было восемьдесят четыре тысячи, а теперь их свыше шестисот тысяч. За шесть лет, их будет два миллиона. Мы не можем позволить прийти к этому.— 
Его решение:

Всё очень просто: мы должны помочь им уехать в братскую Сирию. Тот, кто оглядывается назад, останавливается или возвращается — будет расстрелян на месте. У нас есть моральное право, подкреплённое хорошо организованным обществом и политической подготовкой.— 
Ко всему прочему, лозунгом Стражей во время гражданской войны был «Убивать палестинцев — это обязанность каждого ливанца».
Однако, в отличие от других вооружённых формирований (например, Катаиб), Стражи всячески избегали религиозного противостояния с ливанскими мусульманами. Несмотря на христианский состав членов организации, характер противостояния с мусульманскими ополчениями был официально светский. Они публично подчёркивали, что являются носителями светских националистических убеждений и отвергают обвинения в том, что Стражи кедров якобы христианские экстремисты.

## Конец гражданской войны и послевоенная деятельность
В марте 1989 году «Стражи кедров» поддержали «Войну за освобождение» ливанского правительства генерала Мишеля Ауна с сирийцами встав рядом с ливанской армией. В заявлении 1990 года, «Стражи кедров» приветствовали оккупацию Кувейта Саддамом Хусейном, утверждая, что «арабизм является бесспорным обманом XX века». Стражи призвали народ сплотиться вокруг руководства генерала Ауна и потребовали вывода Ливана из Лиги арабских государств.
Гражданской войне в Ливане подошёл конец в 1990 году, политические изменения ослабили правые движения, которые существовали в предыдущие десятилетия. В октябре 1990 года реорганизованное правительство Ливана было вынуждено подчиниться сирийским требованиям. И начиная с этого года, Сирия оккупировала Ливан до 2005 года.
Ливанские силы Самира Джааджаа задержали Этьена Сакера за поддержку Ауна и посадили с семьей под домашний арест. Впоследствии Сакер был вынужден покинуть Бейрут и обосновался в селении Саббах возле города Джеззин на Юге Ливана. После вывода израильских войск из «зоны безопасности» и дезинтеграции Армии Южного Ливана Этьен Сакер поселился на Кипре. Нескольких других членов Стражей кедров, в настоящее время, разыскивает ливанское правительство, чтобы призвать их к ответу за военные преступления.
С момента окончания гражданской войны в 1990 году и до ухода Израиля из Ливана в 2000 году, Стражи кедров работали исключительно на политическом поле, ратуя за прекращение сирийской оккупации Ливана.
Сегодня реорганизованные «Стражи кедров» являются юридически и полностью работоспособной политической партией; в последнее время к их названию было добавлено определение «Движение ливанского национализма» — ДЛН (Harakat al-Qawmiyya al-Lubnaniyya).